# اس‌ام او-۳۵ (آلمان)
اس‌ام او-۳۵ (به آلمانی: SM U 35) یک او-بوت نوع ۳۱ در نیروی دریایی امپراتوری آلمان بود. این او-بوت با غرق کردن ۲۲۴ کشتی تجاری و ۲ کشتی جنگی دشمن با مجموع تناژ ۵۳۸ هزار تن، موفق‌ترین زیردریایی و لوتار فون آرناولد دو لا پریر، یکی از فرماندهان آن با غرق کردن ۱۹۱ کشتی با این او-بوت، موفق‌ترین فرمانده زیردریایی تاریخ به حساب می‌آیند.

## تاریخچه عملیاتی
او-۳۵ به فرماندهی ناوسروان لوتار فون آرناولد دو لا پریر، روز ۶ ژوئن سال ۱۹۱۶ گشت عملیاتی خود به سمت دریای مدیترانه غربی را آغاز کرد. این او-بوت هفت روز بعد موتیا، کشتی بخار ۵۰۰ تنی ایتالیایی را غرق نمود. او-۳۵ در عرض یک ماه آینده ۴۰ شناور دشمن با مجموع تناژ ۵۶۸۱۸ تن را راهی کف دریا کرد. این او-بوت روز ۳ ژوئیه به پایگاه بازگشت. او-۳۵، در موفقیتی بزرگ‌تر، در گشت عملیاتی بعدی ۴۶ شناور دیگر دشمن با مجموع تناژ ۹۰۳۵۰ تن را غرق کرد. کوچک‌ترین قربانی جوزوئه، یک قایق کوچک ۲۰ تنی ایتالیایی بود. او-۳۵ تنها در روز ۱۴ ژوئیه یازده شناور را غرق کرد.